# Peperomia mathieui
Peperomia mathieui är en pepparväxtart som beskrevs av Pino & Samain. Peperomia mathieui ingår i släktet peperomior, och familjen pepparväxter. Inga underarter finns listade i Catalogue of Life.